# 岩田正之
岩田 正之（いわた まさゆき、1982年1月30日 - ）は、日本の元男子バレーボール選手。

## 来歴
奈良県桜井市出身。纏向小学3年（上牧ウイングス）よりバレーボールを始める。
全日本ユース代表やジュニア代表を経験、パナソニックパンサーズに入団。2008年、全日本に初選出された。
2010年1月に一身上の都合でパナソニックを退団した。

## 球歴
- 全日本代表 - 2008年
  - ワールドリーグ - 2008年

## 所属チーム
- 大阪商大高校
- 大阪商業大学
- パナソニックパンサーズ（2004-2010年）